# Giuseppe Giraldi
Giuseppe Giraldi (Larciano, 4 giugno 1848 – Xi'an, 5 maggio 1901) è stato un botanico e religioso italiano, appartenente all'ordine dei francescani.

## Biografia
Effettuò viaggi in Cina, dove svolse erborizzazioni botaniche e raccolse il genere delle Muscinee.
Dal 1889 al 1894, si dedicò alla ricerca e alla disseminazione delle piante vascolari, istruito da Antonio Biondi. Giraldi si occupò anche di crittogame cellulari. Le ultime raccolte crittogamiche risalgono al 1890. Non manca lo studio della fisionomia dei musci dello Shenxian e quella della florula della zona boreale. Egli ritrovò due specie endemiche: Leucodon denticulatus e Plychodium tanguticum, insieme a Eurhynchium del Caucaso. La florula briologica è diffusa in grandi spazi.
Al Museo botanico di Firenze si trova disposta l'intera collezione delle Muscinee donata da Antonio Biondi, alcuni esempi sono nell'Erbario C. Muller, acquistato dal Museo botanico di Berlino, e fu studiata da Carlo Muller che pubblicò l'argomento sul Giornale Botanico Italiano, 1896-98.
La corrispondenza di Giraldi è costituita da lettere inviate a vari botanici e raccolte da Antonio Biondi, che ne aveva finanziato il viaggio per lo studio dei crittogami cellulari e vanno dal 1888 al 1901, anno della morte di Giraldi.